# Ølsted Sogn (Aarhus Kommune)
 For alternative betydninger, se Ølsted Sogn. (Se også artikler, som begynder med Ølsted Sogn)
Ølsted Sogn er et sogn i Århus Nordre Provsti (Århus Stift).
I 1800-tallet var Ølsted Sogn anneks til Trige Sogn. Begge sogne hørte til Vester Lisbjerg Herred i Aarhus Amt. Trige-Ølsted sognekommune blev ved kommunalreformen i 1970 indlemmet i Aarhus Kommune.
I Ølsted Sogn ligger Ølsted Kirke.
I sognet findes følgende autoriserede stednavne:
- Ølsted (bebyggelse, ejerlav)
- Ølsted Knolde (bebyggelse)